# Hurbanovo

Hurbanovo (Jusqu'en 1948 : Stará Ďala, allemand : Altdala, hongrois : Ógyalla) est une ville de Slovaquie située dans la région de Nitra.

## Histoire
C’est en 1357 que la ville a été mentionnée pour la première fois sous le nom de Gyalla. Par la suite, jusqu’en 1920, elle a porté le nom hongrois d’Ógyalla
Au sein du royaume de Hongrie, la ville appartenait au comitat de Komárom, elle était le siège administratif du district de la présidence d’Udvard.
En janvier 1919, elle fut occupée par les troupes de la Tchécoslovaquie qu’on venait de constituer et en 1920, elle reçut officiellement le nom slovaque de Stará Ďala. Les années 1920 virent l’arrivée de colons slovaques et l’établissement de la colonie de Zelený Háj.
En 1938, à la suite du premier arbitrage de Vienne, elle fit de nouveau fait partie de la Hongrie sous le nom d’Ógyalla jusqu’à 1945. La commune fut rebaptisée Hurbanovo en 1948 en l’honneur de l’écrivain slovaque Jozef Miloslav Hurban.
Le 9 juillet 2010, l’homme politique d’origine hongroise Ladislav Basternák (en hongrois László Basternák, membre du parti de la coalition hongroise), ancien maire du village, y fut assassiné.
Le 16 juin 2012, Milan Juhász, 51 ans, chef de la police du village voisin de Svätý Peter, fit une crise de folie à Hurbanovo et tua 3 personnes. Après le crime il se barricada jusqu’à ce qu’il fût arrêté devant la maison du maire Margita Zemková, qui toutefois n’était pas chez elle à ce moment-là.

## Démographie

### Évolution de la population
| Année:               | 1994. | 2004.   | 2014.   | 2024.   |
| -------------------- | ----- | ------- | ------- | ------- |
| Nombre de personnes: | 7894  | 8041    | 7605    | 7178    |
| Différence:          |       | +1,86 % | -5,42 % | -5,61 % |

| Année:               | 2023. | 2024.   |
| -------------------- | ----- | ------- |
| Nombre de personnes: | 7222  | 7178    |
| Différence:          |       | -0,60 % |

## Quartiers
La ville se compose de 7 quartiers:
- Hurbanovo
- Bohatá
- Nová Trstená
- Pavlov Dvor
- Zelený Háj
- Vék
- Holanovo

## Transport
Train vers Nové Zámky via Bajč et Komárno via Chotín.

## Personnalités liées à la ville
- Árpád Feszty (1856-1914), peintre hongrois.
- János Károly Besse (1765-1831/1841), explorateur hongrois.